# Heisonyx vitticollis
Heisonyx vitticollis – gatunek chrząszcza z rodziny ryjkowcowatych i podrodziny Entiminae.
Gatunek ten opisany został w 1947 roku przez Marshalla. W 2009 roku Borovec, Colonnelli i Osella dokonali jego redeskrypscji.
Chrząszcz o ciele długości od 2 do 2,1 mm, ubarwionym czarno z ciemno brązowymi czułkami, goleniami i udami, porośniętym łuskami barwy szarawej z wyjątkiem czterech ciemnobrązowych pasów na przedpleczu i brązowawych kropek na pokrywach. Czułki cechuje trzonek wyraźnie dłuższy od funiculusa i na szczycie tak szeroki jak buławka oraz siedmioczłonowy funiculus o pierwszym członie dwukrotnie dłuższym od drugiego, a pozostałych o równych średnicach. Ryjek jest około 1,3 raza szerszy niż długi i bardzo delikatnie zwężony ku przodowi. Oczy są umiarkowanie wypukłe. Przednia para odnóży ma po 5 zaczernionych kolców na wierzchołkach goleni oraz dwa haczyki w ich wewnętrznych kątach. Stopy mają czarny pazurek osadzony na członie 1,2 raza dłuższym od członu trzeciego. Samiec ma szczytową połowę edeagusa trójkątnie zwężoną. Samica ma szeroki hemisternit pokładełka.
Gatunek endemiczny dla Południowej Afryki, znany wyłącznie z Prowincji Przylądkowej Wschodniej.